# Погребенник Володимир Дмитрович
Володи́мир Дми́трович Погребе́нник ( народився 19 вересня 1947, с. Рожнів Косівського району Івано-Франківської області, Україна, помер 17 жовтня 2021,  м. Львів) — український науковець, доктор технічних наук, професор, професор кафедри екологічної безпеки та природоохоронної діяльності Національного університету «Львівська політехніка».

## Освіта, наукові ступені та звання
- 2007 — звання професора кафедри інформаційно-вимірювальних технологій, Національний університет «Львівська політехніка», ВАК України;
- 2002 — доктор технічних наук, Фізико-механічний інститут ім. Г. В. Карпенка НАН України, ВАК України;
- 1991 — звання старшого наукового співробітника, ВАК СРСР;
- 1986 — кандидат технічних наук зі спеціальності «Інформаційно-вимірювальні системи», Москва, ВНДІОФІ, ВАК СРСР;
- 1970 — інженер-електрик з електронних обчислювальних машин, Львівський політехнічний інститут, Львів, Україна

## Професійна діяльність
З 2013 р. по 2021 р.  — професор кафедри екологічної безпеки та природоохоронної діяльності Національного університету «Львівська політехніка».
Попередня діяльність:
- 2011—2013 — завідувач кафедри «Екологічна безпека та аудит», Національний університет «Львівська політехніка»;
- 2007—2011 — професор кафедри «Захист інформації», Національний університет «Львівська політехніка»;
- 2004—2007 — провідний науковий співробітник, Фізико-механічний інститут ім. Г. В. Карпенка НАН України;
- 1987—2004 — старший науковий співробітник, Фізико-механічний інститут ім. Г. В. Карпенка НАН України;
- 1986—1987 — науковий співробітник, Фізико-механічний інститут ім. Г. В. Карпенка НАН України;
- 1981—1986 — молодший науковий співробітник, Фізико-механічний інститут ім. Г. В. Карпенка НАН України;
- 1970—1981 — інженер, старший інженер, Фізико-механічний інститут ім. Г. В. Карпенка НАН України;
- 1969 — технік, Фізико-механічний інститут ім. Г. В. Карпенка НАН України.

## Наукова діяльність
Напрями досліджень :
- вимірювально-інформаційні технології для екологічних та гідрофізичних досліджень стану середовищ;
- екологічна безпека;
- захист інформації.

### Науково-дослідні роботи
- бюджетна тема «Методи і засоби екологічного моніторингу» (1990–92, відповід. виконавець);
- бюджетна тема «Вимірювання параметрів електричних і магнітних полів стосовно задач діагностики електропровідних середовищ» (1991–93, відповід. виконавець);
- бюджетна тема "Розробка принципів побудови та створення високочутливих вимірювальних перетворювачів електричного поля (№ д/р 0195U004340, 1994–96рр., відповід. виконавець);
- бюджетна тема "Розробка принципів побудови високочутливих інформаційно–вимірювальних систем експрес–контролю провідних середовищ (№ д/р 0198U004615, 1997–99рр., відповід. виконавець);
- бюджетна тема «Розробка методів відбору інформативних параметрів стану поверхневих шарів матеріалів і корозійних середовищ при їх діагностиці» (№ д/р 0100U004869, 2000—2002 рр., відповід. виконавець проекту);
- ДКНТ 02.06/00/003–92 «Екологічний моніторинг Шацького національ¬ного природного парку» (1992–96 рр, відповід. виконавець);
- проект Національного агентства морських досліджень та технологій України «Створення і забезпечення експлуатації мобільної лабораторії експрес–аналізу водного середовища та донних відкладів для локальних морських полігонів» (№ д/р 0194U036858, 1994–97 рр., науковий співкерівник)
- проект Національного агенцтва морських досліджень та технологій України «Розробка нових методів і засобів для дослідження тонкої структури морських вихрових утворень» (№ д/р 0194U036858, 1994–97, науковий співкерівник);
- г/д № 1928 з Інститутом «Атоменергопроект» (м. Москва) «Розробка і створення макету системи контролю параметрів водного середовища для екологічного моніторингу водоймищ–охолоджувачів атомних електростанцій» (1990–91рр., відповід. виконавець);
- г/д № 2391 з Інститутом кібернетики ім. В. М. Глушкова НАН України «Проведення експериментальних робіт з первинного екологічного моніторингу в Шацькому національному природному парку» (1993 р., відповід. виконавець) у рамках г/д № 71–1/93 "Проектування першої черги Системи екологічного моніторингу «Україна», низки г/д з Львівською за¬лізницею (відповід. аиконавець).

### Національний університет «Львівська політехніка»
Науковий керівник комплексного проекту «ДБ/Еколог» «Розроблення вимірювальних засобів та нових методів оперативного контролю інтегральних параметрів забруднення водних середовищ» за участю Національного університету «Львівська політехніка», Вінницького національного технічного університету та Тернопільського національного технічного університету ім. І. Пулюя (№ державної реєстрації 0114U004313, 2 квартал 2014 р. — 4 квартал 2015 р.).
Науковий керівник бюджетних НДР:
- Оптимізація екологічного стану територій внаслідок забруднення навколишнього середовища важкими металами, (№ держ. реєстрації 0112U000795) (2012—2015 рр.);
- Розроблення нових методів і засобів екологічного експрес-контролю продукції та середовищ (№ держ. реєстрації 0112U000796) (2012—2015 рр.);
- Методи та засоби підвищення екологічної безпеки цукрового виробництва (№ держ. реєстрації 0112U006582) (2012—2015 рр.);
- Методи та засоби підвищення безпеки техногенних об'єктів регіонів", реєстр. № 0117U004014 (2017—2020 рр.).

## Участь в атестації науково-педагогічних кадрів
Вчений секретар спеціалізованої вченої ради із захисту дисертацій у Фізико-механічному інституті ім. Г. В. Карпенка НАН України, Д 35.226.01 (1989—2007 рр.); член спеціалізованих вчених рад із захисту дисертацій в Інституті електродинаміки НАН України, Д 26.187.02 (2012—2014 рр.); у Національному університеті "Львівська політехніка, Д 35.052.18 (2010—2017 рр.) та К 35.052.22 (2014—2017 рр.).

### Монографії
1. Погребенник В. Д. Оперативне вимірювання інтегральних параметрів водного середовища та донних відкладів: Монографія. — Л. : Сполом, 2011. — 280 с. ISBN 978—966–665–604–2
2. Погребенник В. Д. Гідрохімічні дослідження Шацьких озер: Монографія. — Л. : Вид–во Національного університету «Львівська політехніка», 2007. — 62 с.
3. Гідроекологічні дослідження Шацьких озер (методи, засоби, результати). — Монографія. — Л. : Сполом, 2008. — 144 с. ISBN 978—966–665–564–9
4. Погребенник В. Д., Романюк А. В. Комп'ютерні вимірювально–інформаційні системи для оперативного екологічного моніторингу водного середовища: Монографія. — Л. : Вид–во Львівської політехніки, 2013. — 160 с. ISBN 978—617–607–574–9
5. Погребенник В. Д., Політило Р. В. Комп'ютерні системи охорони важливих об'єктів: Монографія. — Л. : Вид-во Львівської політехніки, 2013. — 160 с. ISBN 978—617–607–541–7
6. Погребенник В. Д. Методи і засоби вимірювання вихрового компонента швидкості течії: Монографія. — Л. : Вид-во Львівської політехніки, 2015. — 180 с. ISBN 978—617–607–768–8

### Розділи у монографіях
1. Погребенник В. Д. 2.4. Комп'ютерні системи для оперативного екологічного моніторингу водного середовища / В.Д Погребенник // Розвиток і відтворення ресурсного потенціалу суб'єктів еколого-економічних, туристичних та екоінформаційних систем: монографія /колектив авторів; за наук. ред. М. С. Мальованого. — Львів: Видавництво Львівської політехніки, 2015. — С. 153—181.
2. Погребенник В. Д., Джумеля Е. А. Екологічний аспект створення стабільної території Роздільського державного гірничо-хімічного підприємства «Сірка»: Колективна монографія «Агроекологічні, соціальні та економічні аспекти створення й ефективного функціонування екологічно стабільних територій». Полтава, 2016. — С. 56-67.
3. Pohrebennyk V. Soil Elemental Composition in the Lviv Municipal Solid Waste Landfill Territory // V. Pohrebennyk, O. Mitryasova, N. Kurhaluk, I. Podolchak // Monografia. Globalizacja a regionalna ochrona środowiska. Gdańsk, 2016. — P. 155—170.
4. Kardasz P. The Possibilities of Using Alcohols and Their Compounds as Biofuels // P. Kardasz, J. Doskocz, E. Jaworska, V. Pohrebennyk, O. Mitryasova, N. Kurhaluk // Monografia: Globalizacja a regionalna ochrona środowiska. Gdańsk, 2016. — P. 11-29.
5. Kochanek A., Efficiency wastewater treatment in the mountain area (Poland). A. Kochanek, G. Przydatek, V. Pohrebennyk / Monograph «WATER SECURITY».– Mukolaiv: PMBSNU — Bristol: UWE, 2016. Editors: prof. Olena Mitryasova, prof. Chad Staddon. — P. 182—191.
6. Maryna Mikhalieva, Volodymyr Pohrebennyk. New technologies for automated control of water // Monograph «WATER SECURITY». — Mukolaiv: PMBSNU — Bristol: UWE, 2016. Editors: prof. Olena Mitryasova, prof. Chad Staddon. — P. 108—120.
7. Volodymyr Pohrebennyk. Iryna Podolchak. Impact of lviv municipal solid waste landfill on water bodies // Monograph «WATER SECURITY». — Mukolaiv: PMBSNU — Bristol: UWE, 2016. Editors: prof. Olena Mitryasova, prof. Chad Staddon. — P. 170—181.
8. Volodymyr Pohrebennyk. Improving the accuracy of operative control parameters of water environment // Monograph «WATER SECURITY». — Mukolaiv: PMBSNU — Bristol: UWE, 2016. Editors: prof. Olena Mitryasova, prof. Chad Staddon. — P. 142—154.
9. Volodymyr Starchevsky, Volodymyr Pohrebennyk, Nataliya Bernatska. Establishing the optimal frequency of the sewage water processing by means of different kinds of cavitation generators // Monograph «WATER SECURITY». — Mukolaiv: PMBSNU — Bristol: UWE, 2016. Editors: prof. Olena Mitryasova, prof. Chad Staddon. — P. 278—288.
10. Volodymyr Pohrebennyk, Elvira Dzhumelia. Evaluation of impact of mining and chemical enterprise on ecological state of the water environment. Monograph «WATER SECURITY». — Mukolaiv: PMBSNU — Bristol: UWE, 2016. Editors: prof. Olena Mitryasova, prof. Chad Staddon. — P. 155—169.
11. Alla Shybanova, Volodymyr Pohrebennyk, Olena Mitryasova, Roman Politylo. Wastewater treatment of company "Ternopil milk plant"treatment of company «Ternopil milk plant» // Monograph «WATER SECURITY». — Mukolaiv: PMBSNU — Bristol: UWE, 2016. Editors: prof. Olena Mitryasova, prof. Chad Staddon. — P. 227—241.
12. Olena Mitryasova, Volodymyr Pohrebennyk, Nataliya Bogatel. Wastewater management system of the brewing industry // Water Supply and Wastewater Removal, Monografie, Lublin University of Technology, Lublin, 2016. — Р. 117—131.
13. Vasyl Petruk, Sergey Kvaternyuk, Volodymyr Pohrebennyk, Yana Moroz, Yana Buzusyak. Experimental studies of phytoplankton concentrations in water bodies by using of multispectral images // Water Supply and Wastewater Removal, Monografie, Lublin University of Technology, Lublin, 2016. — Р. 161—171.

### Навчальні посібники
1. Погребенник В. Д. Системи розпізнавання образів. — Навчальний посібник. — Л. : СПОЛОМ, 2007. — 170 с.
2. Погребенник В. Д., Шибанова А. М., Політило Р. В. Гідроекологія. — Навчальний посібник. — Видавництво Львівської політехніки, 2016. — 200 с.
3. Програми дисциплін та тестові завдання для вступників на навчання за освітньою програмою підготовки магістрів (Інститут екології, природоохоронної діяльності та туризму ім. В. Чорновола): навчальний посібник / О. А. Бобуш, Т. І. Божук, Р. М. Вовчик, О. Ю. Гриців, Т. І. Данько, В. В. Дячок, О. А. Нагурський, І. М. Петрушка, В. Д. Погребенник, О. Р. Попович, К. В. Процак, Г. І. Скорик, О. З. Сорочак, Л. Р. Струтинська, П. І. Стецюк, Н. В. Чорненька, Ю. Й. Ятчишин. — Л. : Видавництво Львівської політехніки, 2017. — 159 c.

### Препринти
- Погребенник В. Д., Свенсон А. Н. Методы измерения вихревого компонента скорости течения // Препринт № 124. — Львов: ФМИ АН УССР, 1987. — 48 с.
- Погребенник В. Д., Свенсон А. Н. Системы измерения вихревого компонента скорости течения // Препринт № 125. — Львов: ФМИ АН УССР, 1987. — 47 с.

### Статті, індексовані в наукометричних базах даних
1. I. Vasylkivskyi, V. Ishchenko, V. Pohrebennyk, M. Palamar, A. Palamar. System of water objects pollution monitoring // 17th International multidisciplinary scientific GeoConference SGEM 2017 : proceedings (Vienna, 27-29 November 2017). — 2017. — P. 355—362. (SciVerse SCOPUS, Web of Science).
2. O. Mitryasova, V. Pohrebennyk. Integrated environmental assessment of the surface waters pollution: regional aspect // 17th International multidisciplinary scientific GeoConference SGEM 2017 : proceedings (Vienna, 27-29 November 2017). — 2017. — P. 235—242. (SciVerse SCOPUS, Web of Science).
3. R. Petruk, S. Kvaternyuk, V. Pohrebennyk, O. Kvaternyuk. Increasing the accuracy of multispectral television measurements of phytoplankton parameters in aqueous media // 17th International multidisciplinary scientific GeoConference SGEM 2017 : proceedings (Vienna, 27-29 November 2017). — 2017. — P. 219—226. (SciVerse SCOPUS, Web of Science).
4. O. Mitryasova, V. Pohrebennyk. The status of the small river as an indicator of the water security of natural surface water // 17th International multidisciplinary scientific GeoConference SGEM 2017 : proceedings (Vienna, 27-29 November 2017). — 2017. — P. 391—398. (SciVerse SCOPUS, Web of Science).
5. Volodymyr Pohrebennyk, Olena Mitryasova, Aleksandra Kłos-Witkowska, Elvira Dzhumelia. The role of monitoring the territory of industrial mining and chemical complexes at the stage of liquidation // 17th International multidisciplinary scientific GeoConference SGEM 2017 : proceedings (Vienna, 27-29 November 2017). — 2017. — Vol. 17, Issue 33, P. 383—390. (SciVerse SCOPUS, Web of Science).
6. Volodymyr Pohrebennyk, Olena Mitryasova, Elvira Dzhumelia, Anna Kochanek. Evaluation of surface water quality using water quality indices in mining and chemical industry / Conference Proceeding. 17th International Multidisciplinary Scientific Geoconference SGEM 2017 (29 June — 5 July 2017), Albena, V. 17. Ecologe, Economics, Education and Legislation. Issue 51. P. 425—432. (SCOPUS)
7. Olena Mitryasova, Volodymyr Pohrebennyk, Anna Kochanek, Oksana Stepanova. Enviromental footprint enterprise as indicator of balance it's activity / Conference Proceeding. 17th International Multidisciplinary Scientific Geoconference SGEM 2017(29 June — 5 July 2017), Albena, V. 17. Ecologe, Economics, Education and Legislation. Issue 51. P. 371—378. (Scopus)
8. Volodymyr Pohrebennyk, Agnieszka Petryk. The Degree of Pollution with Heavy Metals of Fallow Soils in Rural Administrative Units of Psary and Płoki in Poland / Conference Proceeding. 17th International Multidisciplinary Scientific Geoconference SGEM 2017(29 June — 5 July 2017), Albena, V. 17. Ecologe, Economics, Education and Legislation. Issue 52. P. 967—974. (SCOPUS)
9. Vitalii Ishchenko, Volodymyr Pohrebennyk, Anna Kochanek, Grzegorz Przydatek. Comparative environmental analysis of waste processing methods in paper recycling / Conference Proceeding. 17th International Multidisciplinary Scientific Geoconference SGEM 2017 (29 June — 5 July2017), Albena, V. 17. Ecologe, Economics, Education and Legislation. Issue 51. P. 227—234. (SCOPUS)
10. Anna Kochanek, Grzegorz Przydatek, Volodymyr Pohrebennyk, Ihor Petrushka, Olga Korostynska. Evaluation of efficiency wastewater treatment in the mountain area / 16th International Multidisciplinary scientific GEOCONFERENCES & EXPO SGEM 2016. Conferences Proceeding, Vienna, Book 3, Volume 3, P.: 121—129. (Scopus, Web of Sciences).
11. Igor Bordun, Volodymyr Pohrebennyk, Olga Korostynska, Vadym Ptashnyk, Maria Sadova. Agricultural waste as raw for electrode material of supercapacitor / 16th International Multidisciplinary scientific GEOCONFERENCES & EXPO SGEM 2016. Conferences Proceeding, Vienna, Book 4 , Volume 3, P. 365—370. (Scopus, Web of Sciences).
12. Olena Mitryasova, Volodymyr Pohrebennyk, Anna Kochanek, Iryna Sopilnyak. Correlation interaction between electrical conductivity and nitrate content in natural waters of small rivers / 16th International Multidisciplinary scientific GEOCONFERENCES & EXPO SGEM 2016. Conferences Proceeding, Vienna, Book 3, Volume 3, P. 357—365. (Scopus, Web of Sciences).
13. Volodymyr Pohrebennyk, Olena Mitryasova, Iryna Podolchak, Roman Politylo, Anna Kochanek. Wastewater treatment in Lviv solid waste landfill / 16th International Multidisciplinary scientific GEOCONFERENCES & EXPO SGEM 2016. Conferences Proceeding, Vienna, Book 3 , Volume 3, P. 365—373. (Scopus, Web of Sciences).
14. Oksana Styskal, Vitalii Ishchenko, Roman Petruk, Volodymyr Pohrebennyk, Anna Kochanek. Assessment of chlorinated water impact on phytoplankton / 16th International Multidisciplinary scientific GEOCONFERENCES & EXPO SGEM 2016. Conferences Proceeding, Vienna, Book 3 , Volume 3, Pages: 374—381. (Scopus, Web of Sciences).
15. Pohrebennyk Volodymyr, Dzhumelia Elvira, Korostynska Olga, Mason Alex, Cygnar Mariush. Technogenic pollution of soil due to mining and chemical enterprises// 16th International Multidisciplinary scientific Geoconferences & Expo SGEM 2016. 30 June — 06 July, 2016. Albena, Bulgaria. Conferences Proceeding. Volume II. Water Resources. Forest, Marine and Ocean Ecosystems. Book 3. Soils. Forest Ecosystems. Marine and Ocean Ecosystems. Published by STEF92 Technology Ltd., 51 «Alexander Malinov», Sofia, Bulgaria. — Р. 363—370. DOI 10.5593/sgem2016B32 (Index SCOPUS, WEB of Science)
16. Petruk Roman, Pohrebennyk Volodymyr, Kvaternyuk Sergey, Bondarchuk Olga, Cygnar Mariush. Multispectral television monitoring of contamination of water objects by using macrophyte-based bioindication // 16th International Multidisciplinary scientific GEOCONFERENCES SGEM 2016. 30 June — 06 July, 2016. Albena, Bulgaria. Conferences Proceeding. Volume II. Ecology, Economics, Education And Legislation. Book 5. Ecology and Environmental and Protection. — Published by STEF92 Technology Ltd., 51 «Alexander Malinov», Sofia, Bulgaria. — P. 597—601. DOI 10.5593/sgem2016B52P. 597—601. DOI 10.5593/sgem2016B52 (Index SCOPUS, WEB of Science)
17. Ishchenko Vitalii, Pohrebennyk Volodymyr, Kozak Yana, Kochanek, Anna, Politylo Roman. Assessment of batteries influence on living organisms by bioindication method // 16th International Multidisciplinary scientific GEOCONFERENCES SGEM 2016. 30 June — 06 July, 2016. Albena, Bulgaria. Conferences Proceeding. Volume II. Ecology, Economics, Education And Legislation. Book 5. Ecology and Environmental and Protection.– Published by STEF92 Technology Ltd., 51 «Alexander Malinov», Sofia, Bulgaria. — Pp. 85–92. DOI 10.5593/sgem2016B52. DOI 10.5593/sgem2016B52. (Index SCOPUS, WEB of Science)
18. Bordun Igor, Pohrebennyk Volodymyr, Ptashnyk Vadym, Sadova Maria, Cygnar Mariush. Ultrasound Effect on the Capacitive Characteristics of Bio-Carbonic Materials // 16th International Multidisciplinary scientific GEOCONFERENCES SGEM 2016. 30 June — 06 July, 2016. Albena, Bulgaria. Conferences Proceeding. Volume II. Ecology, Economics, Education And Legislation. Book 5. Ecology and Environmental and Protection.– Published by STEF92 Technology Ltd., 51 «Alexander Malinov», Sofia, Bulgaria. — P. 879—886. DOI 10.5593/sgem2016B52. (Index SCOPUS, WEB of Science)
19. Pohrebennyk Volodymyr, Cygnar Mariusz, Mitryasova Olena, Politylo Roman, Shybanova Alla. Efficiency of sewage treatment of company «Enzyme» // 16th International Multidisciplinary scientific GEOCONFERENCES SGEM 2016. 30 June — 06 July, 2016. Albena, Bulgaria. Conferences Proceeding. Volume II. Ecology, Economics, Education And Legislation. Book 5. Ecology and Environmental and Protection.– Published by STEF92 Technology Ltd., 51 «Alexander Malinov», Sofia, Bulgaria. — P. 295—302. DOI 10.5593/sgem2016B52 (Index SCOPUS, WEB of Science)
20. Mitryasova Olena, Pohrebennyk Volodymyr, Cygnar Mariush, Sopilnyak Irina. Environmental Natural Water Quality Assessment by Method of Correlation Analysis // 16th International Multidisciplinary scientific GEOCONFERENCES & EXPO SGEM2016. Ecology, Economics, Education And Legislation. Conferences Proceeding. Volume II. Book 5. Ecology and Environmental and Protection. 30 June — 06 July, 2016. Albena, Bulgaria. — Published by STEF92 Technology Ltd., 51 «Alexander Malinov», Sofia, Bulgaria. — Pр. 317—324. DOI 10.5593/sgem2016B52 (Index SCOPUS, WEB of Science)
21. Martsenyuk V., Petruk V. G., Kvaternyuk S. M., Pohrebennyk V. D., Bezusiak Y. I., Petruk R. V., Kłos-Witkowska A. Multispectral control of water bodies for biological diversity with the index of phytoplankton. 2016 16th International Conference on Control, Automation and Systems (ICCAS 2016) Oct. 16-19, 2016 in HICO, Gyeongju, Korea. — pp. 988–993. (Index SCOPUS)
22. Karina Janisz, Igor Bordun, Vadym Ptashnyk, Volodymyr Pohrebennyk. Role of Ionic Transport in the Electrochemical Activation of Water Solutions // Przegląd Elektrotechniczny, R. 90, NR 1/2014. — P. 80–83. ISSN 0033–2097 (Index SCOPUS)
23. Palamar M., Marek A., Pohrebennyk V., Strembickyy M. Optimization of Neural Network Parameters to Control Non-linear Objects // Przegląd Elektrotechniczny, R. 90 NR 5/2014. — S. 207—210. ISSN 0033–2097 (Index SCOPUS)
24. Aleksander M., Pohrebennyk V., Karpinski M., Kantor T., Mitryasova O. Prospects of solar energy use in Ukraine // Agricultural Engineering. — 2014, № 4 (152). — P. 165—173. (Index Copernicus International)
25. Mitryasova O., Aleksander M., Pohrebennyk V., Lapchynska-Kordon B. Development of renewable energy sources in the Northern black sea coast // Agricultural Engineering. — 2014, № 3 (151). — P. 105—110. (Index Copernicus International)
26. Marek Aleksander, Kardasz Piotr, Karpinski Mikolaj, Pohrebennyk Volodymyr. Assessment of the logistic system of fuel life cycle using the method of LCA. // Agricultural Engineering. — 2016, Vol. 20,No.3, pp. 125–134. (Index Copernicus International)
27. Погребенник В., Паламар М., Політило Р., Мокрий В. Підвищення точності комп'ютерних систем для охорони важливих об'єктів // Вісник Української академії друкарства « Комп'ютерні технології друкарства», 2015, 2 (34). — Видавництво Української академії друкарства, С. 128—137. (Index Copernicus International)
28. Погребенник В. Д. Помехоустойчивое измерение амплитуды импульсных сигналов с плоской вершиной // Измерительная техника. — 1996. — № 6. — С.69–71.
29. Погребенник В. Д. Исследование методических погрешностей измерения вихревого компонента скорости течения // Измерительная техника — 1997. — № 9. — С. 60–64.
30. Погребенник В. Д., Михалина І. А. Автоматичний експрес-контроль концентрації водних розчинів // Фізико-хімічна механіка матеріалів. — 1997. — № 5. — С. 123—129.
31. Погребенник В., Івасів І., Мельник М., Михалина І., Червінка О., Червінка Л., Юзевич В. Мікропроцесорна система контролю параметрів водного середовища «АКВАТЕСТ» // Фізико-хімічна механіка матеріалів. — 2000. — Спец. випуск № 1. — С. 720—725.
32. Погребенник В. Д., Максименко О. П. Дослідження похибок установлення індукційних пристроїв для контролю ізоляції інженерних комунікацій // Техническая диагностика и неразрушающий контроль. — 1999. — № 2. — С. 27–30.

### Патенти
1. Патент України на винахід № 113680. Заявка А201505661. Спосіб вимірювання концентрації речовин у середовищі / Погребенник В. Д. Зареєстр. 27.02.2017 р.
2. Патент України на винахід № 112031. Заявка А201505661. Спосіб перетворення часового зсуву між двома сигналами та пристрій для його реалізації / Погребенник В. Д., Політило Р. В. Опубл. 2016.
3. Патент України на корисну модель № 110924 за заявкою U 201604105. Спосіб визначення дефектності виробу / Погребенник В. Д. Опубл. 2016.
4. А.с. 934386 (СССР). Устройство для измерения вихревого компонента скорости потока // В. Д. Погребенник, В. Д. Беркоша. — Опубл. в Б. И., 1982, № 21.
5. А.с. 10116746 (СССР). Устройство для измерения вихревого компонента скорости потока //В. Д. Погребенник, М. М. Коропецкий, И. В. Петрушко, Ю. В. Бадзян. — Опубл. в Б. И., 1982, № 17.
6. А.с. 824121 (СССР). Способ преобразования временного интервала в напряжение // Р. М. Гайдучок, В. Д. Погребенник. — Опубл. в Б. И., 1981, № 5.
7. А.с. 853603 (СССР). Способ измерения интервала времени между двумя сигналами // В. Д. Погребенник. — Опубл. в Б. И., 1981, № 29.
8. А.с. 838659 (СССР). Устройство для измерения интервала времени между двумя сигналами // Р. М. Гайдучок, В. Д. Погребенник. — Опубл. в Б. И., 1981, № 22.
9. А.с. 877468 (СССР). Устройство для измерения интервала времени между двумя сигналами //В. Д. Погребенник. — Опубл. в Б. И., 1981, № 40.
10. А.с. 970305 (СССР). Способ преобразования временного сдвига между двумя сигналами и устройство для его осуществления // Р. М. Гайдучок, В. Д. Погребен¬ник. — Опубл. в Б. И., 1982, № 40.
11. А.с. 822038 (СССР). Устройство для измерения вихревого компонента скорости потока // В. Д. Погребенник. — Опубл. в Б. И., 1981, № 14.
12. А.с. 924578(СССР). Устройство для измерения вихревого компонента скорости потока // В. Д. Погребенник, А. П. Крышев. — Опубл. в Б. И., 1982, № 16.
13. А.с. 970222 (СССР). Устройство для измерения скорости потока // Р. М. Гайдучок, В. Д. Погребенник. — Опубл. в Б. И., 1982, № 40.
14. Патент України № 11443, МПК G01F 10/04. Спосіб перетворення часового зсуву між двома сигналами та пристрій для його реалізації / Погребенник В. Д., Сопрунюк П. М. — Опубл. 25.12.96 р., Бюл. № 4.
15. Патент України № 11444, МПК G01R 19/04. Спосіб вимірювання амплітуди імпульсів з плоскою вершиною / Погребенник В. Д. — Опубл. 25.12.96 р., Бюл. № 4. — 5 с.
16. Патент України № 7795, МПК G09G 3/04. Пристрій для індикації / Кіріанакі М. В., Крайківський Р. С., Погребенник В. Д. — Опубл. 95 р., Бюл. № 4. — 3 с.
17. Деклараційний патент 39452 А України, МПК 7G01S 15/02.Спосіб класифікації матеріалу об'єкта та пристрій для його реалізації. В. Д. Погребенник. — № 2000084787; Заявл. 11.08.2000; Опубл. 15.06.2001, бюл. № 5. — 3 с.
18. Деклараційний патент 39453 А України, МПК 7G01N 29/04. Спосіб ультразвукового контролю виробів у вигляді тіл обертання і пристрій для його реалізації. В. Д. Погребенник, Р. С. Крайківський. — № 2000084789; Заявл. 11.08.2000; Опубл. 15.06.2001, бюл. № 5. — 3 с.
19. Патент № 113680, Україна. Заявка A201505661. Метод вимірювання концентрації речовин в середовищі / В. Д. Погребенник. Опубл. 2017.
20. Патент № 112031, Україна. Заявка A201505661. Метод перетворення часового зсуву між двома сигналами та пристрій для його реалізації / В. Д. Погребенник, Р. В. Політило. Опубл. 2016.
21. Патент на корисну модель № 110924, Україна. Заявка U 201604105. Метод визначення дефектності матеріалів. / В. Д. Погребенник. Опубл. 2016.
22. Заявка а2016 09883 на патент України на винахід від 04.10.2016. МПК G04F 10/00. Спосіб класифікації матеріалу об'єкта та пристрій для його реалізації // Погребенник В. Д.
23. Заявка а2016 09876 на патент України на винахід від 04.10.2016. МПК G01N 29/00. Спосіб вимірювання концентрації речовини / Погребенник В. Д., Подольчак І. І.